# St.-Nikolai-Kirche (Haarhausen)

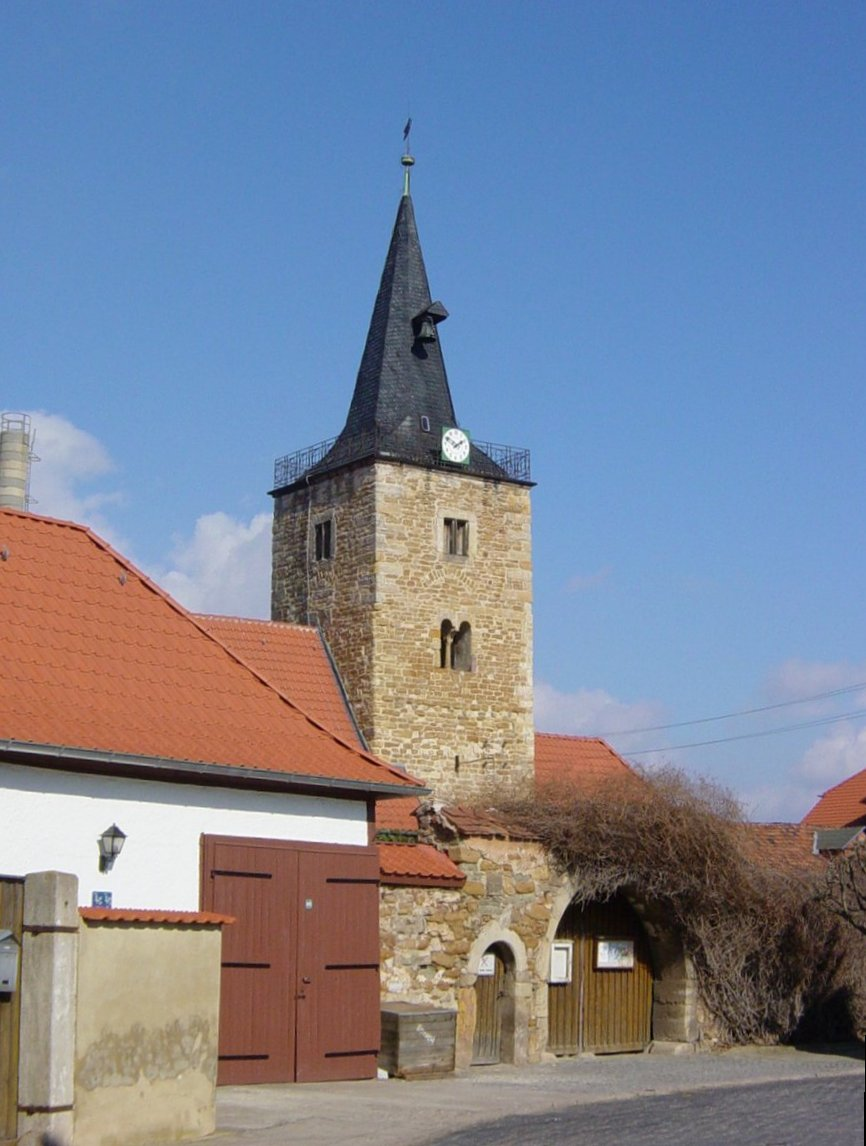
Dorfkirche Haarhausen

Die Sankt-Nikolai-Kirche ist die evangelische Dorfkirche von Haarhausen im thüringischen Ilm-Kreis. Sie gehört zum Pfarramt Ichtershausen-Holzhausen im Kirchenkreis Arnstadt-Ilmenau der Evangelischen Kirche in Mitteldeutschland.
Man betritt den von einer starken Mauer umgebenen Kirchhof durch ein hohes Tor.

## Geschichte
Die Ursprünge der Kirche gehen auf das Ende des 12. Jahrhunderts zurück. Sie war befestigt und bot bei einem Angriff Schutz. Ausgrabungen lassen darauf schließen, dass es an der Mauer Vorratskeller gegeben hat.
Über das Entstehungsjahr der Kirche ist nichts Genaues bekannt. Sie soll ursprünglich eine Kapelle gewesen sein, an die man später ein Kirchenschiff anbaute. Dieses war jedoch schon 1684 so baufällig, dass man die Hälfte zum Turm hin abreißen musste und bis 1703 neu erbaute. Der Turm ist vermutlich auch der älteste Teil der Kirche. Somit stellt sich das durch ein Kreuzgewölbe überspannte Turmerdgeschoss als ältester Raum der Kirche dar.
Im Sommer 1971 wurden durch Brandstiftung die Kirche, eine Lagerhalle der LPG und eine Scheune schwer beschädigt. Sofort erfolgte eine Notreparatur des Kirchendachs. Der kostbare Kanzelaltar blieb erhalten, obwohl sich unmittelbar vor ihm ein Brandnest befand. Die wertvolle Hesse-Orgel von 1785 fiel den Flammen zum Opfer. Noch zwei Tage vor dem Brand hatte man eine Kostenschätzung der Orgel-Restaurierung vorgenommen. Im Juli 1983 wurde eine neue Orgel eingeweiht, die vom Orgelbauer Rudolf Böhm aus Gotha stammt. Sie verfügt über 23 Register, zwei Manuale und Pedal.
Im Zuge der Vorbereitung des 1200-jährigen Ortsjubiläums 1986 wurde der alte Zementputz abgeschlagen und die Kirche rekonstruiert. Dabei wurden auch alte Baustoffe wie Eier, Quark und Rinderhaare zur Verfugung des Kirchturmes verwendet. Im Zuge dieser Arbeiten wurden die rundbogigen Schallöffnungen im Turm wieder freigelegt. Form und Stil weisen darauf hin, dass sie etwa zur gleichen Zeit wie der Palas auf der Wartburg erbaut sind, also um 1180. Der Turm trug ursprünglich steinerne Zinnen um die Spitze, die samt Umgang 1887 entfernt wurden. Stattdessen wurde das bis heute bestehende schmiedeeiserne Geländer angebracht.
1991 wurde die Turmuhr auf eine elektronische Steuerung umgestellt.